# Cheetos
Cheetos (укр. Чітос, раніше стилізований як Chee-tos до 1998 року) — торговельна марка чипсів, що продаються у багатьох країнах. Вона була заснована 1948 року як Chee-tos. Завдяки кампаніям, Талісмана Cheetos — талісман Честер. 1998 року вона була перейменована в Cheetos. Інші бренди компанії — Doritos, Lay's та Ruffles. В Україні снеки Cheetos поступили у продаж в 2021 році.
У 2010 році, Cheetos було визнано найпопулярнішим брендом сирних листків на своєму первинному ринку з Сполучених Штатів; у всьому світі річний роздрібний продаж склав приблизно 4 мільярди доларів. Оригінальні Crunchy Cheetos все ще знаходяться у виробництві, але лінія продуктів з тих пір розширена за рахунок включення 21 різних типів Cheetos тільки в Північна Америка. Як Cheetos продаються в більш ніж 36 країнах світу, смак і склад часто змінюється, щоб відповідати регіональному смак і культурні переваги—такі як Чабер Американський Вершки в Китай, та Полуниця Cheetos в Японія.

## Історія
Cheetos були винайдені в 1948 році творцем Fritos Чарльзом Елмером Дуліном, який готував ранні тестові партії на кухні компанії Frito в Далласі, штат Техас, в області досліджень та розробок. Сирна закуска продавалася швидко, але у Дулина не було ні виробничих, ні дистриб'юторських потужностей, щоб підтримати загальнонаціональний запуск. Це призвело Дулина до партнерства з бізнесменом з виробництва картопляних чипсів Германом Леем для маркетингу та дистрибуції, і Cheetos були представлені на національному рівні в США, в 1948 році разом з картопляним продуктом під назвою Fritatos. Успіх Cheetos спонукав Дулина та Лея об'єднати свої дві компанії в 1961 році, утворивши Frito-Lay Inc. У той час Cheetos був одним із чотирьох великих брендів закусочних, вироблюваних компанією, річний дохід якої складав 127 мільйонів доларів. Frito-Lay об'єдналася з компанією Pepsi-Cola та утворила PepsiCo в 1965 році, що призвело до подальшого поширення Cheetos за межами Північної Америки.

## Продукти та розподіл

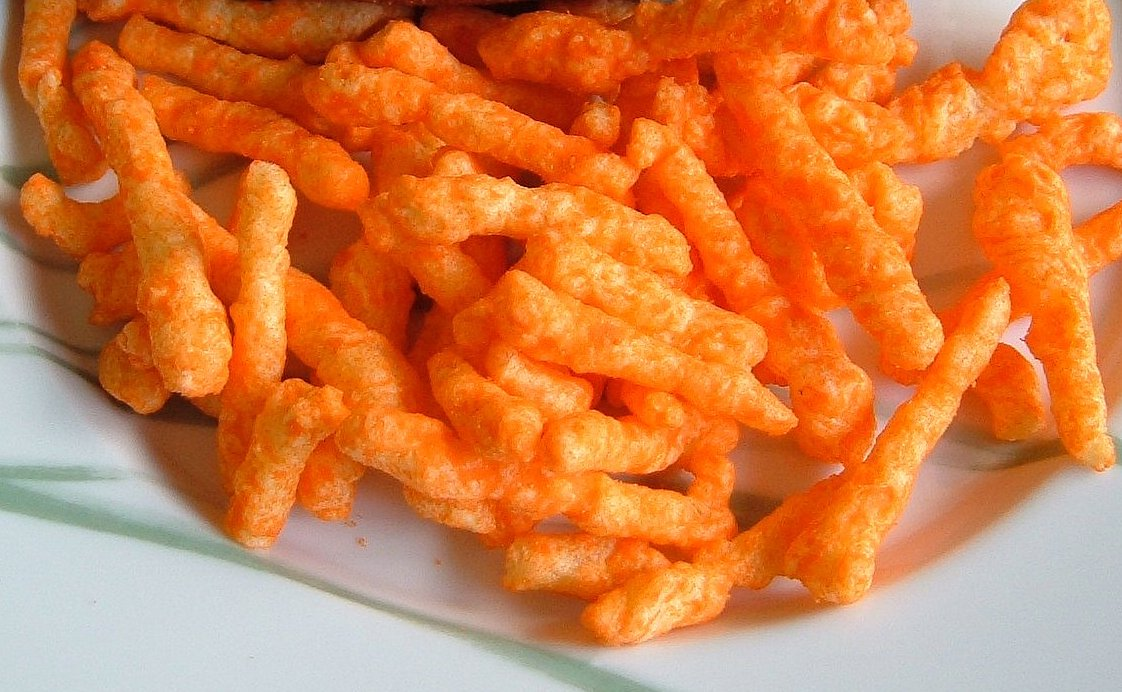
Зразок з Crunchy Cheetos

Першим продуктом Cheetos був Crunchy Cheetos, винайдений в 1948 році в Сан-Антоніо, штат Техас. Хрусткі Cheetos залишалися єдиним продуктом бренду впродовж 23 років, поки в 1971 році не з'явились палички Cheetos. Запечені сорти, інакше знані як «запечені Cheetos», стали доступні починаючи з 2004 року. За станом на 2010 рік в Сполучених Штатах поширився 21 варіант закусок Cheetos. На додаток до оригінальних хрустким Cheetos, палички Cheetos та запечені сорти продаються в альтернативних варіаціях форми й смаку — включаючи пряний сорт, відомий як Flamin' Hot Cheetos.
Cheetos є одними з різновидів закусок, включених до суміші закусок Frito-Lay Munchies.
З появою натуральної лінії Frito-Lay у середині 2000-х років були представлені натуральні сирні сирники, рекламуючи повністю натуральні інгредієнти та справжній білий сир чедер з Вісконсину. Вони супроводжують інші продукти Frito-Lay в лінії Natural і конкурують на ринку, який займають інші закуски, які дбають про здоров’я, наприклад, Pirate's Booty. У 2014 році бренд Natural був перейменований на Simply.
Cheetos уперше потрапив до Бразилії в 1976 році, а потім в інших країнах, таких як Австралія, у 1980-х роках. У 1994 році Cheetos став першою американською маркою закусок, яка була виготовлена та розповсюджена в Китаї. Оскільки поширення Cheetos розширилося за межами США, охопивши понад 36 різних країн, були створені локалізовані версії, щоб відповідати регіональним смакам і культурним уподобанням.
Frito-Lay провела ретельне тестування, перш ніж зупинитись на смаках для китайського ринку: заправка ранчо, північноморський краб, копчений восьминіг і карамель були замінені на два смаки: пікантні американські вершки та пікантний японський стейк.  These flavors were produced as the result of focus group testing, in which the original Crunchy Cheetos did not test as well. Ці смаки були виготовлені в результаті тестування у фокус-групах, в якому оригінальні Crunchy Cheetos також не тестувалися. Strawberry Cheeto, звичайний кукурудзяний Cheeto, покритий полуницею, був випущений в Японії у 2008 році. У 2013 році в Японії був представлений Cheeto зі смаком Pepsi, і був доступний сорт зі смаком Mountain Dew у 2014 році. В Індії продають Cheetos Whoosh, виготовлений з таких інгредієнтів, як цільне зерно та овочі. У Пакистані Cheetos доступні в шести різних смаках: Bittes: Vegetable, Stars: Cream N' Herb, Ocean Safari: Cheese, X & O: Spicy Twist, Red Flavored Mast і Ketchup. Єдиним продуктом Cheetos, який виробляється в Австралії, є Cheetos Cheese & Bacon Balls. Cheeto бувають різних кольорів, найпопулярнішими є оранжевий і червоний. 
У 2015 році Frito-Lay випустила на ринки США обмежену серію закуски зі смаком кориці й цукру під назвою Sweetos. Sweetos були першими солодкими закусками, які Cheetos випустили в Сполучених Штатах за 67-річну історію бренду.
У перший тиждень 2020 року Frito-Lay розпочала розповсюдження «Cheetos Popcorn».

## Виробництво

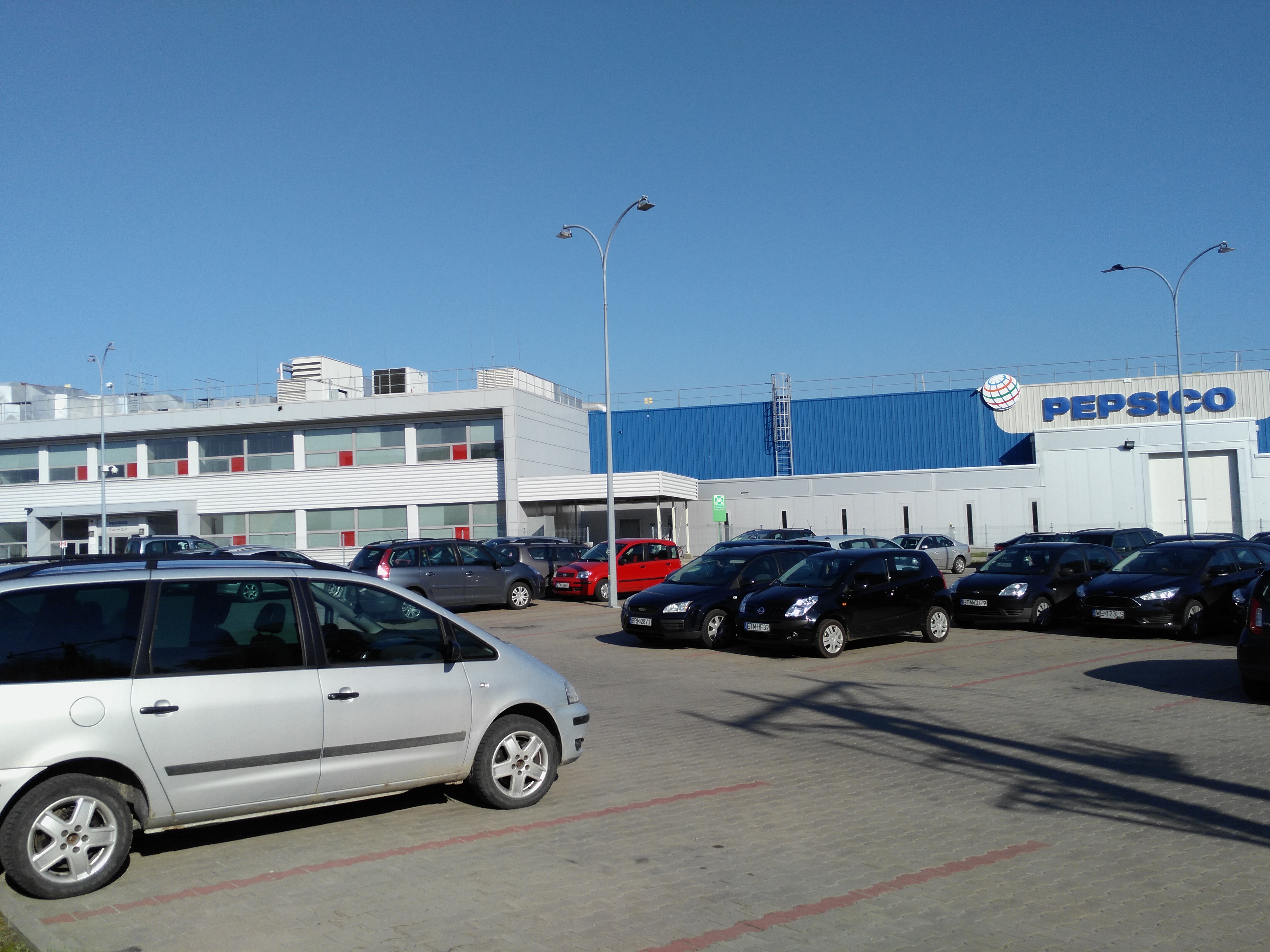
Фабричне виробництво Cheetos в Томашів-Мазовецький, Польща

Cheetos виготовляються змішуванням кукурудзи та води. Зародок кукурудзи видаляється, щоб запобігти псуванню; потім заросла кукурудза подрібнюється в кукурудзяну крупу. Оскільки в кукурудзяному борошні не вистачає поживних речовин, що забезпечуються мікробами, воно збагачується додаванням поживних речовин з метою підвищення його харчової цінності. (Збагачене кукурудзяне борошно присутнє в наступних смаках: Crunchy, Puffs, Flamin' Hot Crunchy, Flamin' Hot Puffs, Flamin' Hot Limon Crunchy, XXTRA Flamin' Hot Crunchy, Reduced Fat Flamin' Hot Puffs, Reduced Fat Puffs, та Cheddar Jalapeño Crunchy.) Суміш нагрівають під тиском, а потім видавлювали через матрицю. Текстура закуски утворюється в результаті контакту з гарячим повітрям, змушуючи пар в суміші розширюватися і створюючи характерну текстуру. Після сушіння в духовці або смаження, потім продукт обсипають бажаними смаковими компонентами (оригінальні Crunchy Cheetos є засмажений). Процес займає близько 19 хвилин, щопівгодини в будинку-лабораторії команда перевіряє та смако-тести кожної партії. На цей момент, результат перевірки визначається шляхом порівняння кожної партії з продуктом, надісланим зі штаб-квартири Frito-Lay. Інший смак і варіації формату, такі як Cheetos Puffs, Cheetos Paws, Cheetos Twists, Cheetos Balls, та Cheetos Whirls є всі закінчили зі стадією сушки в великих печах. Станом на 2010 рік, Frito-Lay має 14 смажених-Cheetos рослини в 11 штатах по всій території Сполучені Штати.

## Маркетинг
Першим талісманом Cheetos стала анімована миша Cheetos Mouse, дебютувала на початку 1971 року. Мишеня-Читос говорив з сильним акцентом і зазвичай носив костюм-трійку. Він використовував гасла "Чі-тос. Сир, який хрумтить!" і кілька років по тому: "Хай живе Чі-сар!". Миша була помічена в телевізійних рекламних роликах та друкованій рекламі Cheetos, поки персонаж не був згорнутий приблизно в 1979 році.
З 1983 року, талісманом є анімований гепард на ім'я Честер (англ. Chester Cheetah).